# Mildenhall (Wiltshire)
Mildenhall è un villaggio e una parrocchia civile della contea del Wiltshire che si trova nella valle del Kennet a circa 1,5 miglia a est del centro di Marlborough nel Sud Ovest dell'Inghilterra, Regno Unito. 

## Geografia

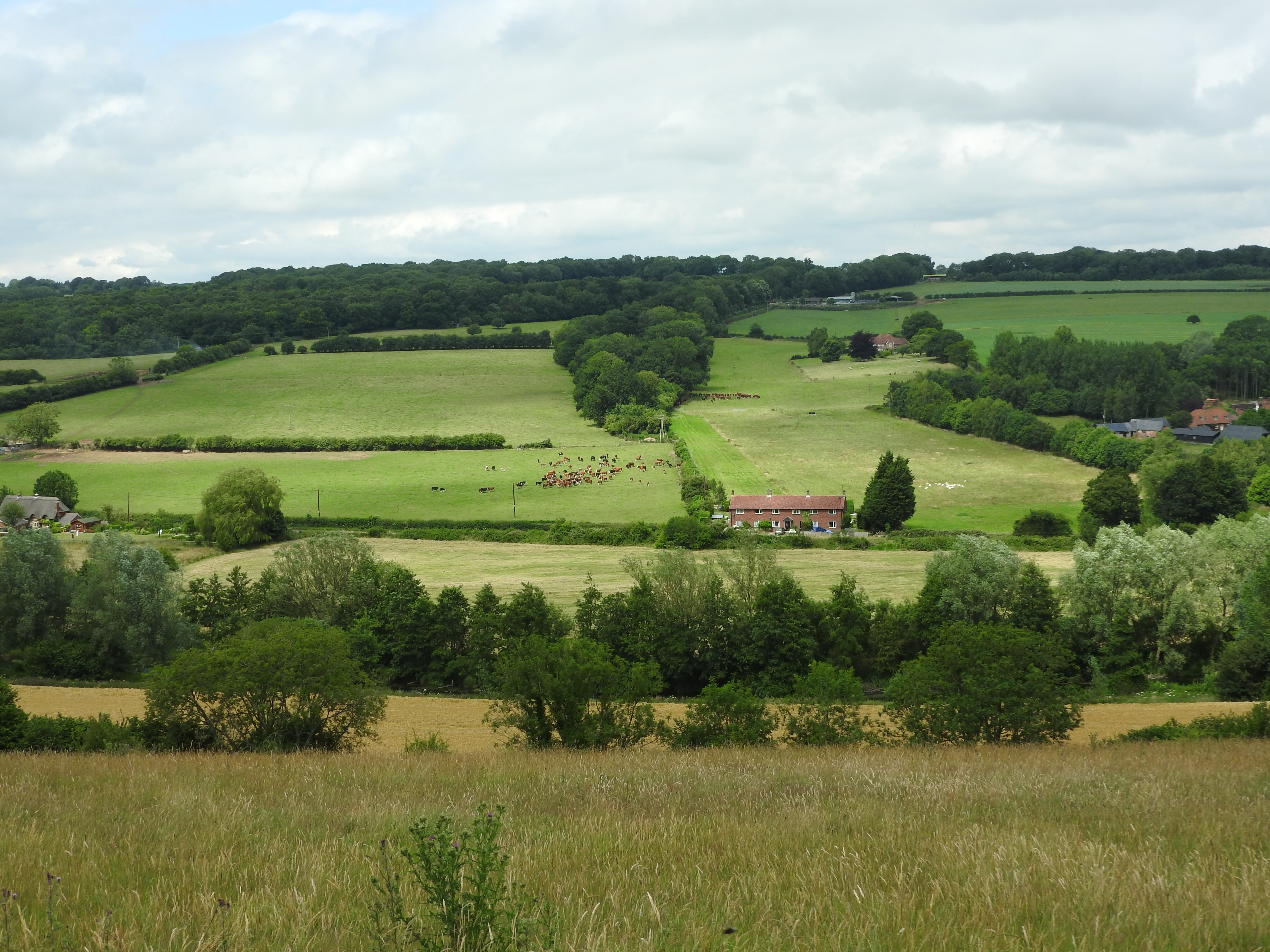
La valle del Kennet nei pressi di Stitchcombe

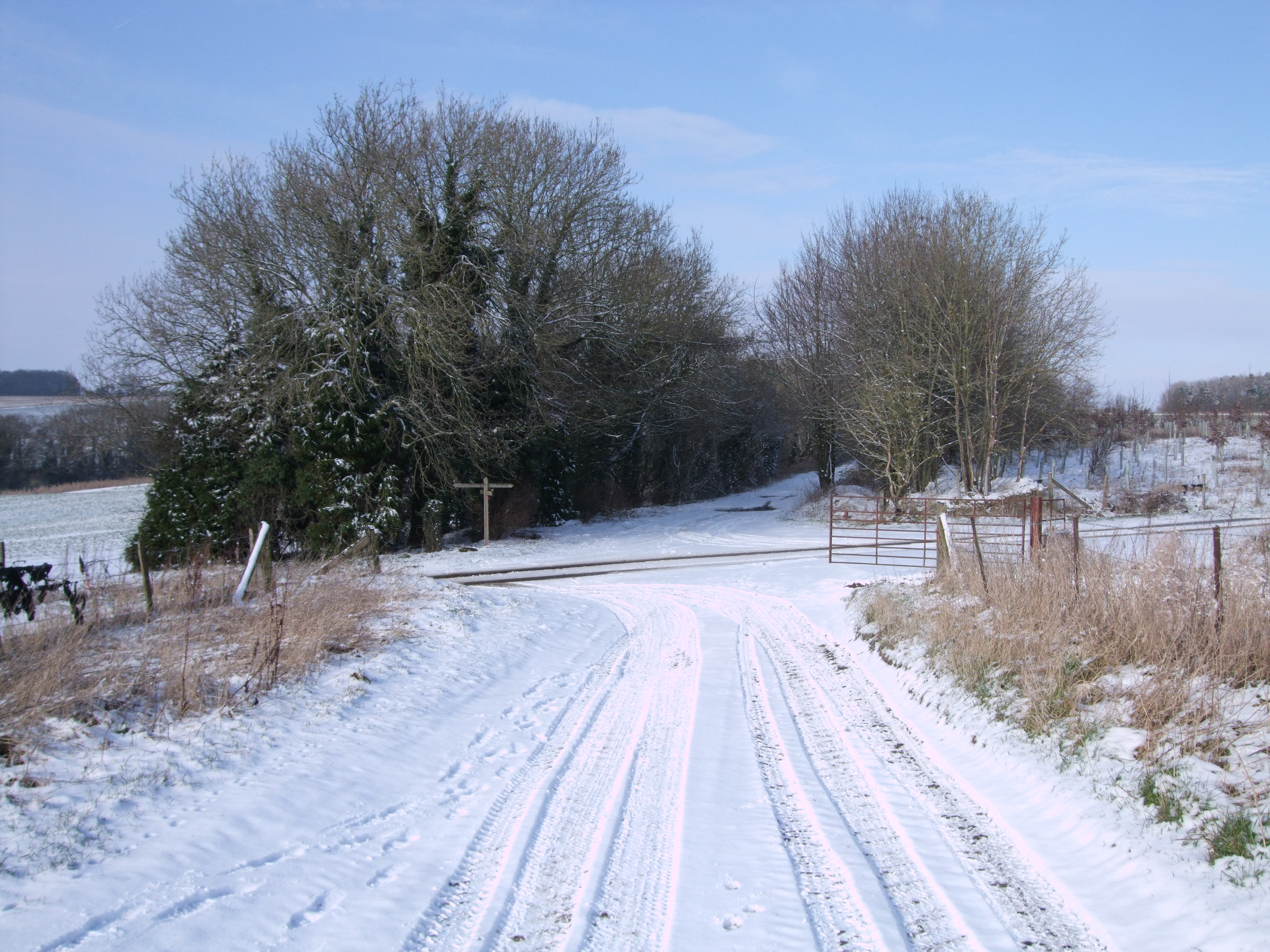
Territorio di Poulton Downs

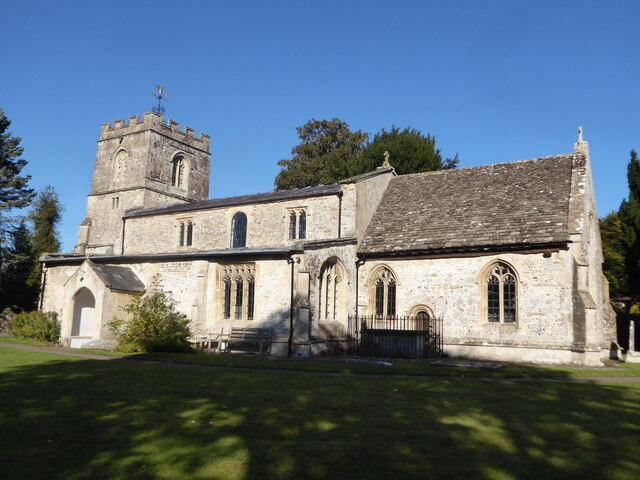
Chiesa di San Giovanni Battista

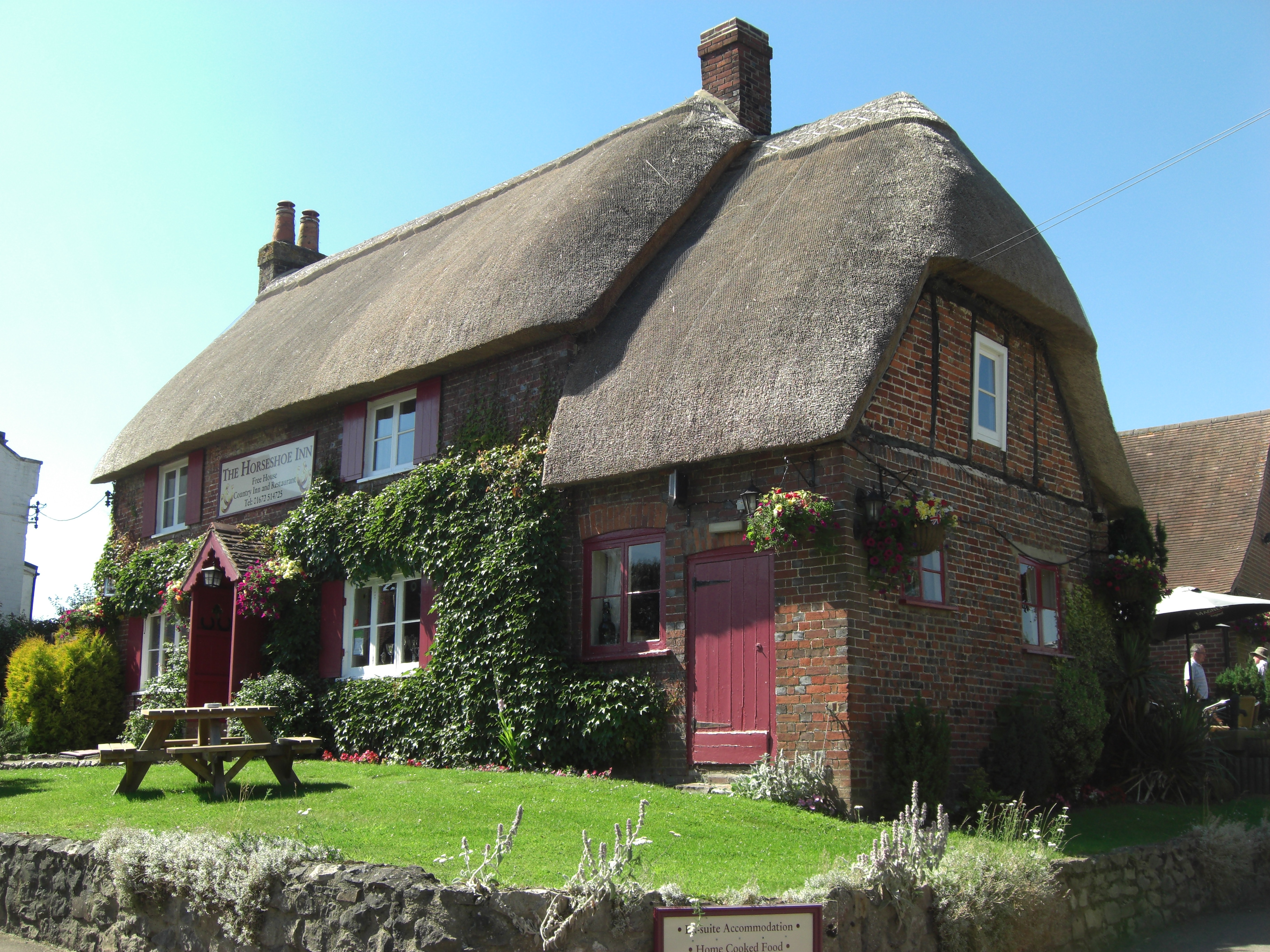
The Horseshoe Inn

La parrocchia civile di Mildenhall occupa una superficie di 16.88 km² e si trova a nord e a sud del Kennet, immediatamente a est di Marlborough. A sud del fiume c'è il sito della città romana Cunetio. La parrocchia civile da tempo comprende anche i villaggi di Poulton e Stitchcombe. La probabile assenza di qualsiasi chiesa tra Mildenhall e Preshute nel periodo anglosassone potrebbe aver spinto la prima estensione della parrocchia verso ovest e verso sud per includere le terre di Poulton e Stitchcombe. Mildenhall, Poulton e Stitchcombe erano tutte township nell'XI secolo. La parrocchia dal punto di vista della geomorfologia appare approssimativamente triangolare, col suo punto occidentale a Bay Bridge sul fiume Og. Il confine sud-occidentale segue l'Og fino al Kennet, poi segue il corso del Kennet per 1 km, poi gira a sud verso la strada London-Bath che segue fino alla Grand Avenue nella foresta di Savernake e la Grand Avenue per 1 km prima di girare a est verso il punto sud-orientale del triangolo sulla strada London-Bath. Da quel punto il confine orientale è segnato da tratti di una strada fino a Stitchcombe e corre sopra le colline e più in alto per una valle secca fino a Whiteshard Bottom, il punto settentrionale, da dove il confine nord-occidentale corre sopra la valle dell'Og e scende in essa fino a Bay Bridge.
Mildenhall nel 1838 era la più grande e occupava le parti nord e est della parrocchia. A ovest si trova Poulton e a sud del Kennet c'è Stitchcombe. La parrocchia si trova a un'altitudine di oltre 152 metri sul livello del mare tranne vicino ai fiumi e nell'angolo sud-orientale. Il punto più alto, 221 metri, è sul confine nord-occidentale. Il gesso che affiora su tutto il territorio è coperto sui pendii inferiori da argilla con selci e un'ampia fascia di argilla si estende a est e a ovest su Stitchcombe. Gran parte della pianura calcarea era utilizzata come pascolo. Prima del XIX secolo la maggior parte dei terreni arabili della parrocchia erano sull'argilla. Anche i terreni ghiaiosi di Sound Bottom, Whiteshard Bottom e la valle asciutta delimitata da Rabley Wood potrebbero essere stati coltivati. I prati, molti dei quali acquitrinosi nel XVI secolo, sono stati modificato dalle alluvioni dell'Og e in particolare del Kennet, accanto al quale queste aree sono larghe circa 400 metri. La maggior parte degli insediamenti urbani avvenne sulla ghiaia delle valli fluviali e sulle rive del fiume si trovano i siti di diversi mulini. Gran parte dell'abbondante terreno boschivo della parrocchia si trova sull'argilla e l'area più grande è sempre stata a sud del Kennet. Tutta o gran parte di Stitchcombe dal XIII secolos i trovava nella foresta di Savernake.

## Storia
Il territorio mostra evidenze di insediamenti preistorici. La principale prova di attività preromana, a parte diversi tumuli e manufatti sparsi, è un cimitero, forse un cimitero di guerra della prima età del ferro che si trova a 250 metri a sud della chiesa di Mildenhall. A sud-est del villaggio di Mildenhall, a Black Field, si trova il sito di Cunetio. La città romana era un centro commerciale e si trova dove poi è stato posto l'incrocio di strade da Bath, Winchester e Cirencester, e forse da Old Salisbury e Silchester. Al momento della sua fondazione apparentemente non era fortificata, ma nel IV secolo fu circondata da un muro di pietra, largo 16 piedi alla base e fortificato con bastioni. La città probabilmente sopravvisse come piccolo mercato locale fino all'epoca anglosassone, sebbene siano stati fatti solo pochi ritrovamenti di quel periodo. Il sito di un insediamento romano più piccolo si trova a 500 metri a nord-ovest di Forest Hill, precedentemente Folly Farm.
Il percorso della strada romana a nord di Cunetio è segnato da una strada dal villaggio di Mildenhall che diventa una pista a nord di Woodlands Farm e si unisce alla strada Marlborough-Swindon a Ogbourne St. George. Le strade da Cunetio a Winchester e Old Salisbury sono rintracciabili verso sud-est e verso sud-ovest da dove si biforcano vicino al margine settentrionale della foresta di Savernake. La strada da Bath probabilmente correva a sud del Kennet ma il suo percorso non è noto. Parte di essa potrebbe essere stata la strada romana, identificata nel XVIII secolo, che correva verso nord-ovest e sud-est attraverso Black Field. Nel XIII secolo una strada est-ovest seguiva un percorso più a sud attraverso la foresta di Savernake, probabilmente lungo un percorso simile a quello della moderna strada Londra-Bath. Quella strada, la via principale attraverso la parrocchia fin dall'inizio del XVIII secolo, fu trasformata in strada a pedaggio nel 1726. Fino alla fine del XVIII secolo la strada attraverso Sound Bottom, Dean Lane, potrebbe essere stata parte di una strada principale Hungerford-Marlborough, e collegava Ramsbury con la vecchia strada Swindon-Marlborough all'Old Eagle a Ogbourne St. Andrew. Nel 1982 era solo una semplice strada di campagna. A nord del fiume c'è la strada Marlborough-Ramsbury, a sud c'è quella da Marlborough a Stitchcombe. Le due erano probabilmente collegate da un ponte a nord di Werg Mill alla fine del XVI secolo e c'era anche un ponte a Stitchcombe all'inizio del XVIII secolo. La strada che conduce a nord-est da Poulton ad Aldbourne era chiamata Red Lane tra la fine del XVIII secolo e l'inizio del secolo successivo. Dalla strada London-Bath i percorsi conducono a nord e a sud nella foresta di Savernake. Nel 1881 venne costruita una linea ferroviaria, la Swindon, Marlborough & Andover, che attraversava la parrocchia vicino all'Og. La linea fu chiusa ai passeggeri nel 1961 e alle merci nel 1964.

## Villaggi
- Mildenhall nel 1377 era di gran lunga il villaggio più popoloso della parrocchia. Tuttavia differiva poco in termini di ricchezza da Stitchcombe ed era meno prospera della media tra le comunità vicino. Probabilmente nel periodo anglosassone il sito dell'insediamento si spostò da Black Field alla riva nord del Kennet. Il villaggio si estese a nord della chiesa di Mildenhall, vicino al fiume, lungo una stradina che conduceva all'incrocio in cui si incontrano la strada Marlborough-Ramsbury e una pista che correva a nord-est verso Woodlands Farm. Accanto alla stradina e vicino alla chiesa si trovano le case più antiche del villaggio, alcune delle quali con tipica struttura in legno e tetto di paglia. Church Farm e Glebe House a sud della chiesa e i cottage a ovest e a nord di essa potrebbero risalire al XVII secolo e all'inizio del XVIII. La casa della canonica, demolita a metà del XIX secolo, si trovava a ovest della strada di fronte alla chiesa e nel 1982 una coppia di pilastri del cancello segnava l'ingresso ai suoi terreni. Non è stato rintracciato alcun sito di una casa padronale nel villaggio, ma la fattoria demaniale del maniero di Mildenhall si trovava a nord della casa della canonica all'inizio del XIX secolo. La fattoria fu poi demolita, ma nel 1982 rimasero alcuni edifici agricoli. Nel XVIII secolo il villaggio si estendeva per 400 metri a est dell'incrocio lungo la strada Ramsbury, che divenne così la sua strada principale. Le case sopravvissute del XVIII secolo e dell'inizio del XIX secolo accanto alla strada includono Hawthorn Cottage e Home Farm. A metà del XIX secolo The Horse Shoe, a nord della strada, era una birreria. Molti cottage risalgono alla fine del XIX secolo e alcuni furono probabilmente costruiti negli anni sessanta del XIX secolo, quando nuovi edifici attrassero nuovi residenti nel villaggio. Negli anni ottanta del XIX secolo l'estensione orientale del villaggio era segnata dalla scuola, costruita all'incrocio tra la strada Marlborough-Ramsbury e la strada romana per Cirencester. Nel XX secolo furono costruite case popolari a est di quell'incrocio e case private furono costruite all'estremità occidentale del villaggio. Questo ampliamento includeva case popolari costruite a sud della strada e una sala del villaggio, notevole per il suo tetto fortemente spiovente sopra muri bassi, costruita a nord della strada nel 1974. Mildenhall House, un'ex casa canonica costruita nel XIX secolo, si trova a sud della strada Marlborough-Ramsbury, 400 metri a ovest del villaggio. I siti di insediamento più antichi accanto alla strada a est del villaggio includono quelli di Durnsford Mill e Lucky Lane, un'ex fattoria. Delle fattorie periferiche, la più antica si trovava nella moderna Woodlands Farm o nelle sue vicinanze. Probabilmente nel XV secolo c'era una fattoria a Woodlands e nel XVI secolo vi vivevano gli affittuari della fattoria demaniale del maniero di Mildenhall. Tra la fine del XVII secolo e l'inizio del secolo successivo il signore del maniero vi possedva una casa. Nel 1982 c'erano due fattorie, una costruita nel XIX secolo, l'altra nel XX secolo. I siti di Mere Farm e Grove Farm sono stati utilizzati fin dal XVI secolo.[3]
- Poulton. Le valutazioni fiscali medievali mostrano che Poulton era la più povera della parrocchia civile di Mildenhall e nel 1377, quando c'erano solo otto contribuenti di tassa pro capite, era una delle comunità più piccole dell'intero Wiltshire. Alla fine del XVIII secolo il borgo era costituito da due fattorie, in seguito chiamate Poulton House e Poulton Farm, che sorgevano un po' a nord della confluenza del Kennet e dell'Og. Poulton Farm, allora nota come Little Poulton, fu ricostruita nel XIX secolo. Nel 1841 c'erano 29 abitanti nel piccolo borgo e il numero potrebbe essere aumentato alla fine del XIX secolo e all'inizio del XX quando furono costruiti diversi cottage a est della strada Poulton-Aldbourne.[3]
- Stitchcombe. Nel 1377 a Stitchcombe c'erano solo 42 contribuenti della tassa pro capite. All'inizio del XVIII secolo e nel XX secolo c'erano tre piccoli insediamenti nella zona, il villaggio vero e proprio di Stitchcombe, un gruppo di case attorno a Werg Mill a 500 metri a est della chiesa di Mildenhall e Folly, in seguito Forest Hill, una fattoria. Verso la fine del XVIII secolo e nel XIX secolo furono costruiti dei cottage vicino all'estremità settentrionale di Cock-a-troop Lane. Nel 1841 la popolazione della zona era di 127 persone. Gli edifici del villaggio di Stitchcombe sorgono accanto a una strada che unisce le strade da Marlborough su entrambi i lati del Kennet. A ovest della strada si trova il sito di Stitchcombe Mill, di cui rimane solo una parte. Sui ripidi pendii a sud del mulino si trova Stitchcombe House, una fattoria principalmente del XIX secolo che potrebbe incorporare parti di un edificio precedente nel blocco di servizio orientale. Edifici agricoli e cottage sorgono a est e a nord. Alla fine del XVIII secolo c'erano diverse case vicino a Werg Mill accanto a una strada che conduceva a sud e a ovest dal villaggio di Mildenhall, ma nessuna sembra essere sopravvissuta. Le case del XIX secolo, alcune delle quali con tetto di paglia e struttura in legno, includono la casa del mulino e i cottage a ovest. Case e bungalow furono costruiti a ovest e a nord della casa del mulino nel XX secolo. A Forest Hill solo una loggia del XVIII secolo in stile gotico e la fattoria del XIX secolo rientravano nella decima di Stitchcombe.[3]

## Monumenti e luoghi d'interesse
Ci sono numerosi edifici storici e altri siti d'interesse nel territorio di Mildenhall, il più importante è la sua chiesa.
- Chiesa di San Giovanni Battista (in inglese St John the Baptist's church). La chiesa parrocchiale anglicana risale al X secolo. Nel 1297 il patrocinio della canonica fu assegnato con il maniero di Mildenhall a John de Meriet e a sua moglie Mary e rimase legata al maniero fino al 1460. Tra il 1404 e il 1422 il patronato fu esercitato dai feudatari di Walter, Lord Hungerford. Nel 1485 Sir Walter Hungerford, figlio di Robert, Lord Hungerford, rivendicò l'avvocatura come parte dei beni ereditari del padre. Alla fine del XV secolo furono presentati i fiduciari di Robert. Negli anni venti del XV secolo l'unione delle chiese di Mildenhall e Welford fu autorizzata dal papa per un titolare di Welford ma l'unione ebbe vita breve. Una concessione della successiva presentazione fu fatta dalla regina a John Walker e ad altri nel 1546. Nel 1630 la Corona presentò sulla traslazione del titolare, Walter Curle, vescovo di Rochester, a Bath e Wells. La canonica aveva un rendita per vivere nel decanato di Marlborough. Nei primi anni del 1830 il reddito medio annuo del rettore era alto, riceveva le decime dall'intera parrocchia e nel 1269 aveva diritto anche a quelle da una parte di un prato vicino allo stagno dei pesci del re a Preshute. Non è stato trovato alcun riferimento successivo alle decime dovute dal prato. Le rendite di tutti i mulini della parrocchia erano state commutate entro il 1705. Le decime rimanenti furono commutate e nel 1838 fu stabilito un canone di affitto annuale. La canonica del 1671 fu forse quella costruita in mattoni e pietra che sorgeva a ovest del sentiero che conduceva alla chiesa nel 1776. Dopo il 1862 una grande nuova casa in stile XVIII secolo fu costruita a ovest del villaggio di Mildenhall. Una veranda sui lati sud e ovest e un piano in più furono aggiunti in seguito alla casa. La casa fu venduta e ne fu costruita una nuova a nord della chiesa nel 1965. Con testamento provato nel 1433 Thomas Poulton, vescovo di Worcester, lasciò in eredità 120 pecore alla chiesa di Mildenhall per una veglia da tenere e messe da celebrare annualmente.[3] All'inizio del XVII secolo i titolari erano personalità eminenti e i curati servivano la parrocchia. Walter Curle, rettore dal 1619 al 1629, fu eletto vescovo di Rochester nel 1628 e tenne brevemente Mildenhall in commenda. Richard Steward, rettore dal 1629 al 1641, fu in seguito un importante esule monarchico. George Morley, che fu rettore dal 1641 al 1645 e presentò una petizione per far restaurare la vita nel 1660, fu eletto vescovo di Winchester nel 1662. Nel 1783 si tenevano un servizio mattutino con un sermone e un servizio pomeridiano ogni domenica e c'erano servizi aggiuntivi nella Settimana Santa, a Pentecoste e a Natale. La comunione veniva celebrata nelle tre principali festività. Nel 1812 ci fu una quarta celebrazione annuale della comunione.[3] La chiesa è costruita principalmente con macerie e mattoni e conci, ha un presbiterio, una navata centrale, un portico a sud e una torre occidentale. Il presbiterio e la navata furono ricostruiti alla fine del XII secolo, ma i portici, di cui il portico a sud è il più antico, probabilmente seguono le linee dei muri precedenti. L'arco della torre fu probabilmente aggiunto subito dopo quella ricostruzione e le finestre nella parte centrale e inferiore della torre, che hanno un carattere dell'XI secolo, potrebbero essere anch'esse del XII secolo. Nel XIII secolo furono inseriti il portale occidentale e una finestra a lancetta nella navata laterale a sud, ma la maggior parte delle finestre sono del XV secolo e dell'inizio del secolo successivo. Il piano superiore della torre, il cleristorio e il tetto della navata risalgono al tardo Medioevo. Nei primi anni del XVII secolo il tetto della navata fu abbellito con pendenti e parzialmente coperto, e più o meno nello stesso periodo fu realizzato il soffitto del presbiterio a volta e a pannelli. Gran parte delle vetrate medievali fu distrutto durante la guerra civile. Le balaustre dell'altare di fine XVIII secolo potrebbero essere contemporanee agli inginocchiatoi in pelle per la comunione del 1796. La chiesa fu restaurata nel 1814-1816 quando fu inserita una grande finestra nel cleristorio sud e fu ricostruito il portico sud. La navata e le navate laterali furono riarredate in uno stile tardo gotico georgiano con panche a cassetta, una galleria occidentale e un pulpito bilanciato da un leggio, tutto in quercia. Ulteriori restauri ebbero luogo nel 1871, nel 1949 e nel 1982. Nel 1553 c'erano tre campane che nel 1596 furono sostituite da quattro nuove campane, e cinque nuove campane furono fuse nel 1801. Quelle campane furono appese nella chiesa nel 1982.[3] Il luogo di culto appartiene alla diocesi di Salisbury e dal 22 agosto 1966 è considerata un monumento classificato di primo grado per il suo particolare interesse storico e architettonico.[7][8]
- Cunetio, sito archeologico che si trova a breve distanza, riscoperto negli anni quaranta del XX secolo. Il sito non è visitabile.